# التوسع الزراعي

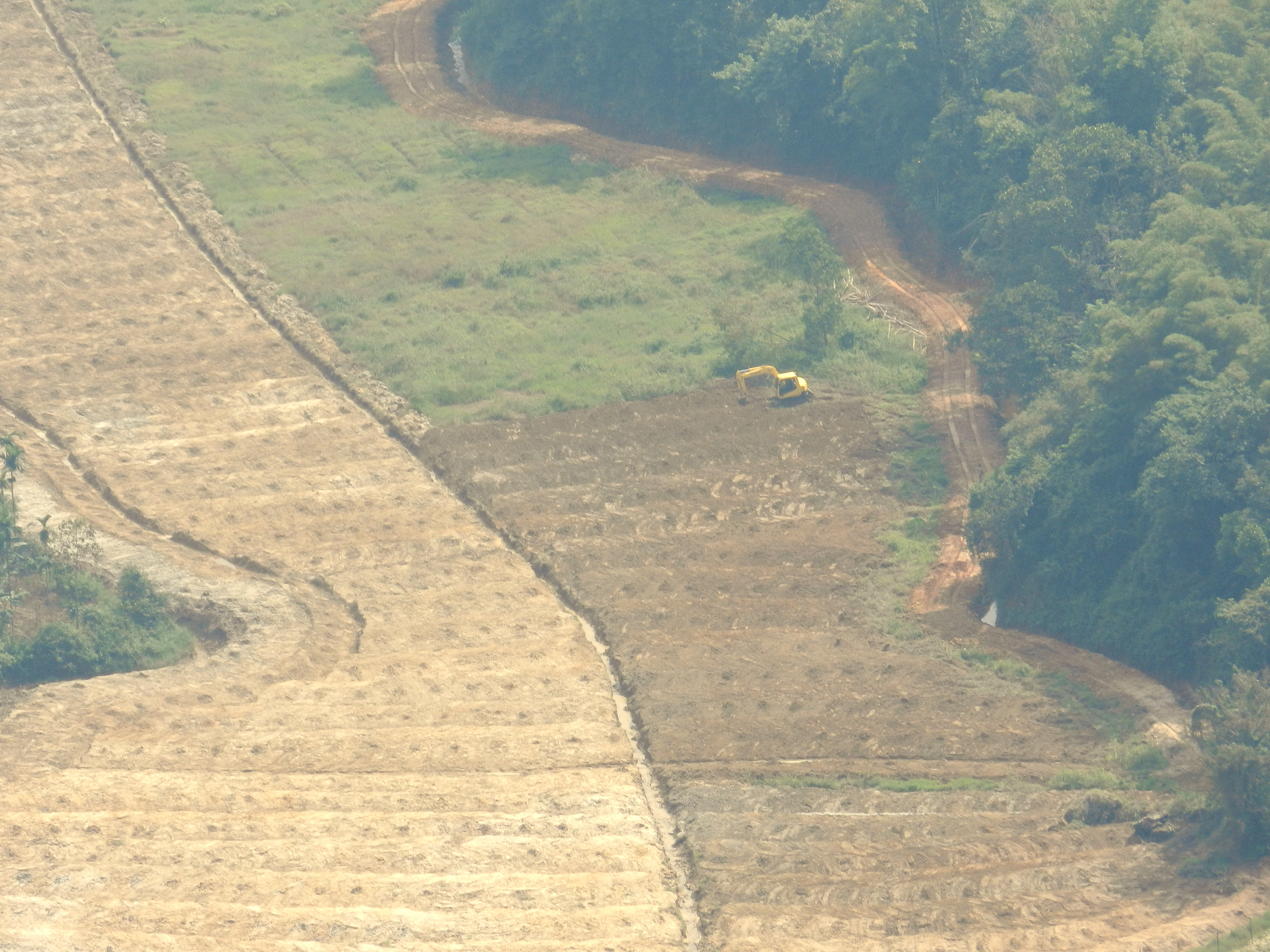
تمدد الحقول الزراعية ببعض الحقول الواقعة غربي اوغامبي

يصف التوسع الزراعي نمو الأراضي الزراعية (الأراضي الصالحة للزراعة ، المراعي ، إلخ) في القرن الحادي والعشرين كنتيجة مباشرة للزيادة السكانية للإنسان مع ما يقدر بـ 10 إلى 11 مليار إنسان بحلول نهاية هذا القرن ، والأمان المطلوب من الغذاء والطاقة. المتوقع أن تتضرر معظم النظم الإيكولوجية الأرضية والمائية غير الفلاحية في العالم (ضياع الموائل ، تدهور الأراضي). سوف يؤثر الإنتاج المكثف من الأغذية والوقود الحيوي بشكل خاص على المناطق الاستوائية.تعتمد معظم الزراعة الحديثة على طرق مكثفة. أدى التوسع الإضافي في أنواع الزراعة السائدة التي ترتكز على عدد قليل من المحاصيل عالية الإنتاجية إلى فقد كبير في التنوع البيولوجي على نطاق عالمي بالفعل.في ضوء الآثار الإيكولوجية الهائلة التي تحدث بالفعل والإمكانات ، فإن الحاجة إلى ممارسات مستدامة أكثر إلحاحًا من أي وقت مضى.تتنبأ الفاو بأن الاستخدام العالمي للأراضي الصالحة للزراعة سيستمر في النمو من 1.58 مليار هكتار (3.9 × 109 فدان) في عام 2014 إلى 1.66 مليار هكتار (4.1 × 109 فدان) في عام 2050 ، مع توقع أن ينجم معظم هذا النمو عن البلدان النامية. في الوقت نفسه ، من المرجح أن يستمر استخدام الأراضي الصالحة للزراعة في البلدان المتقدمة في الانخفاض.ومن الأمثلة المعروفة على التوسع الزراعي الجاري بالفعل هو انتشار مناطق إنتاج زيت النخيل أو تحويل الأراضي / إزالة الغابات لإنتاج فول الصويا في أمريكا الجنوبية. غالباً ما تكون أنشطة الاستيلاء على الأراضي اليوم نتيجة للنضال من أجل الاقتصادات النامية.